# HD64486
HD64486 — хімічно пекулярна зоря спектрального класу
A0 й має видиму зоряну величину в смузі V приблизно 5,4.
Вона  розташована на відстані близько 330,1 світлових років від Сонця.

## Пекулярний хімічний склад
Зоряна атмосфера HD64486 має підвищений вміст 
Si
.

## Магнітне поле
Спектр даної зорі вказує на наявність магнітного поля у її зоряній атмосфері.
Напруженість повздовжної компоненти поля оціненої з аналізу
становить 1118,3± 665,2 Гаус.